# Slag bij de Berkumerbrug
De Slag bij de Berkumerbrug vond plaats op 2 augustus 1606 tijdens de Tachtigjarige Oorlog. Een Spaans leger, gestuurd door generaal Ambrogio Spinola, trachtte vanuit Almelo over de Regge en Overijsselse Vecht varend het Zwarte Water over te steken, maar werd tegengehouden door een Staats garnizoen uit Zwolle onder leiding van de Sallandse drost Gerard van Warmelo.

## Aanloop

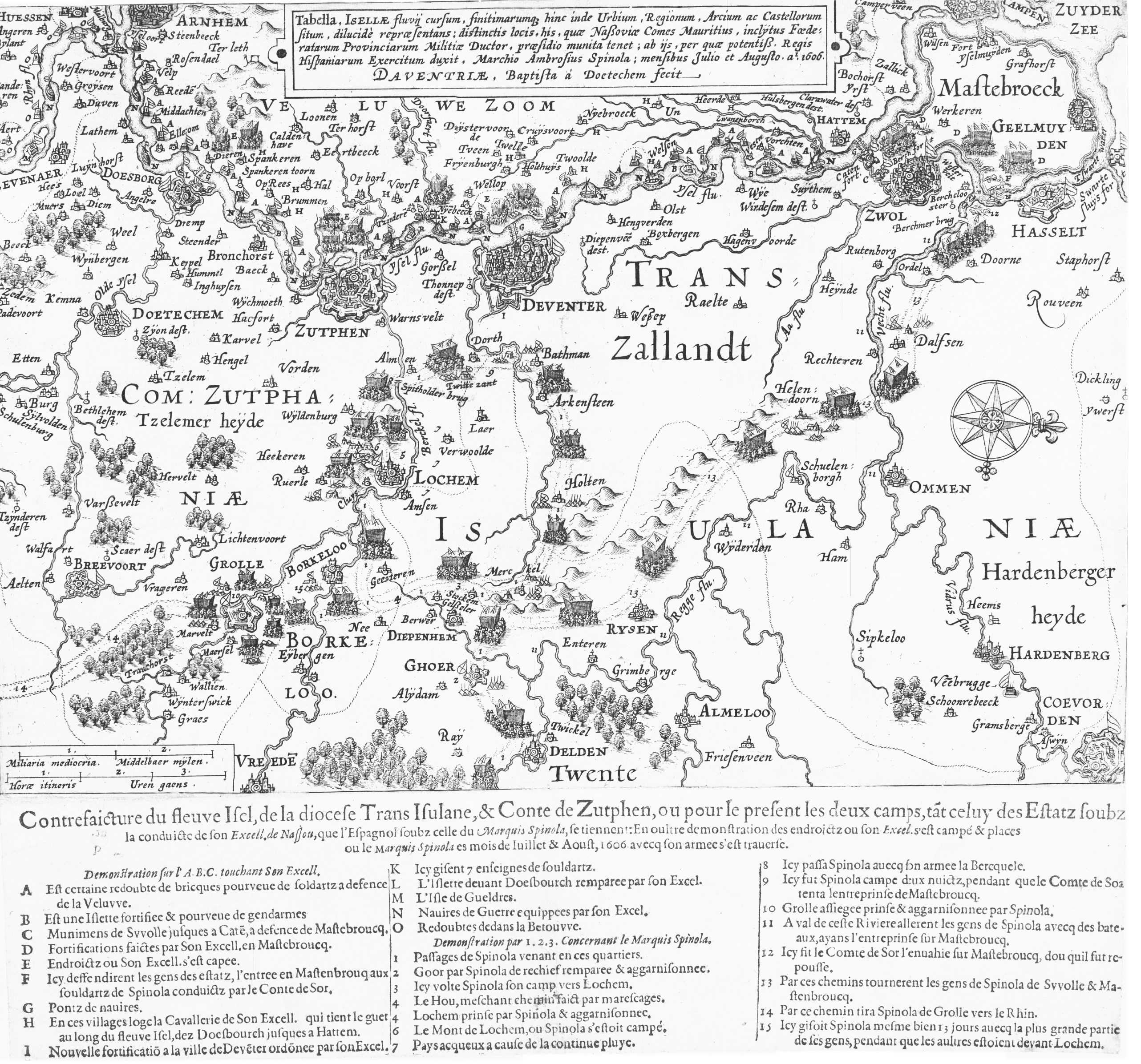
Krijgsoverzicht in 1606. Rechtsboven de slag bij de Berkumerbrug

De Spaanse veldheer Spinola, in 1601 door koning Filips III naar de Nederlanden gezonden om aartshertog Albrecht van Oostenrijk bij te staan tegen de Nederlandse opstandelingen, was erin geslaagd om Oostende te heroveren en daarna begonnen aan een veldtocht om de oostelijke gebieden van de Republiek (de graafschap Zutphen en Twente) in te nemen. Vervolgens zouden koninklijke troepen (Spanjaarden) zich meester maken van de IJssel en de Vecht tot aan de Zuiderzee, zodat er een wig kon worden gedreven tussen de Noordoostelijke en Zuidwestelijke Nederlandse gewesten; enkel de verovering van de forten Kijk in de Vegt en Genemuiden zou hiervoor voldoende zijn geweest. Het uiteindelijke doel van Spinola was de verovering van Friesland, want Groningen, de Ommelanden, Drenthe en Overijssel zouden zich dan snel moeten overgeven zonder hulp uit West-Nederland.
Prins Maurits had de opmars van Spinola nauwkeurig gevolgd, besefte het belang van de rivieren en liet de schansen van Zutphen en Deventer versterken. Spinola stuurde enkele krijgers naar Holten, alsof hij Deventer wilde aanvallen; Maurits liet op 20 juli daarom nog 3 vanen uit Lochem terugtrekken om het Deventer garnizoen aan te vullen. Het nog twee vanen tellende leger in Lochem kon de Spaanse veldheer niet weerstaan toen deze onverwachts op 21 juli de vesting omsingelde en gaf zich twee dagen later over. Daarna trok Spinola op 31 juli op naar Bronkhorst en Doesburg om Maurits te misleiden.

## Gevecht

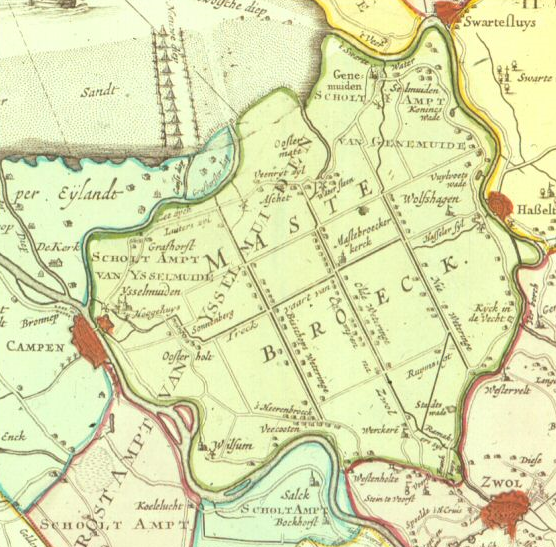
Mastenbroek, met rechtsmidden Fort Kijk in de Vegt, bij de monding van de Vecht in het Zwarte Water.

Spinola zond een deel van zijn krijgsvolk naar Almelo om daar met kleine schepen en versterkt door soldaten uit Oldenzaal en Lingen de Regge en Vecht af te zakken en het Zwarte Water over te steken. Eenmaal in Mastenbroek aangekomen zou men Fort Kijk in de Vegt overmeesteren, de stad Zwolle belegeren aan de niet-versterkte zijde en Genemuiden veroveren. Echter, onderweg werd de Spaanse vloot opgemerkt en de drost van Salland in Zwolle, Gerard van Warmelo, werd gewaarschuwd. Hij haastte zich met drie vendelen voetvolk en een vendel ruiterij naar de Berkumerbrug over de Vecht, waar de bedoeling van Spinola's krijgsplan spoedig duidelijk werd. In de ochtend van 2 augustus ontstond er een hevig gevecht bij de monding van de Vecht in het Zwarte Water, waarin de Spanjaarden poogden de Zwartewatersdijk aan de overkant te bereiken, terwijl de staatse troepen trachtten hen dit te beletten. Aan beide zijden sneuvelde veel volk. Waarschijnlijk hebben de Spanjaarden de oever van Mastenbroek nooit bereikt. Ze werden teruggedreven tot ze bij de Berkumerbrug op de vlucht sloegen.

## Nasleep
Deze nederlaag was een klap voor Spinola: hij moest zijn plannen om door te breken naar de Zuiderzee afbreken en besloot in plaats daarvan op 3 augustus Groenlo en 4 augustus opnieuw Lochem te belegeren. Weliswaar liep zijn veldtocht naar het noorden dood, maar de staatsen zouden er de komende jaren niet in slagen Twente en de Achterhoek te veroveren: nog tijdens het Twaalfjarig Bestand deelden de Spanjaarden de lakens uit in vele plaatsen, in Groenlo zelfs tot 1627.
Spinola had de zwakke plek in de staatse verdediging gezien; hoewel Maurits al in 1591 vestingbouwkundigen onder leiding van Simon Stevin had bevolen schansen aan te leggen rondom Zwolle, nam men pas na de slag bij de Berkumerbrug de bouw van de vestingwerken ernstig en werd er haast mee gemaakt om deze te voltooien. De stad en het land ten noorden ervan zijn echter na 1606 niet meer bedreigd in de Tachtigjarige Oorlog.
1524: Beleg van Zwolle · 
1580: Zwols oproer · 
1606: Slag bij de Berkumerbrug